# سینما گلشن
سینما گلشن مربوط به دوره پهلوی است و در یزد، خیابان امام خمینی (ره)، حد فاصل میدان شهید بهشتی و چهارراه شهدا واقع شده و این اثر در تاریخ ۱۷ اسفند ۱۳۸۱ با شمارهٔ ثبت ۷۷۹۶ به‌عنوان یکی از آثار ملی ایران به ثبت رسیده است.